# Assassin's Creed: Identity
Assasin's Creed: Identity es un videojuego de acción y aventura desarrollado por Ubisoft Blue Byte y publicado por Ubisoft. Es una entrega derivada de la serie Assassin's Creed y tiene lugar junto con los eventos de Assassin's Creed: Brotherhood. En el juego, los jugadores asumen el papel de un Asesino personalizable conocido como Lo Sparviero ("El Águila" en italiano) y llevan a cabo varias misiones en Italia para debilitar el control de la Orden de los Templarios, liderada por la malvada familia Borja. La historia principal gira en torno al conflicto de los Asesinos con una misteriosa organización conocida como "los Cuervos", que pueden imitar perfectamente sus habilidades y técnicas.
El juego se lanzó inicialmente en 2014 como un juego gratuito para las tiendas de aplicaciones de Nueva Zelanda y Australia. Fue lanzado en todo el mundo en iOS el 25 de febrero de 2016, seguido de una versión de Android el 18 de mayo de 2016. Identity fue el primer juego móvil de la serie que incorporó un entorno 3D completo y un estilo de juego transversal en tercera persona como se ve en los títulos principales de la consola. En octubre de 2021, los servicios en línea del juego se cerraron y se eliminó de todas las tiendas digitales dos meses después.